# Туров, Виктор Тимофеевич
Ви́ктор Тимофе́евич Ту́ров (бел. Віктар Цімафеевіч Тураў, 1936—1996) — советский и белорусский кинорежиссёр, сценарист и театральный педагог. Народный артист СССР (1986).

## Биография
Родился 25 октября 1936 года в Могилёве. Накануне Великой Отечественной войны отец, Тимофей Антонович Туров, работал старшим оперуполномоченным по борьбе с бандитизмом, грабежами и убийствами уголовного розыска могилёвской милиции, мать, Мария Исаевна, — секретарем партийной организации артели им. Крупской. Когда родителей не было дома, Витя заботился о младшей сестре Свете. С приходом немцев отец ушёл в подполье. Осенью 1942 года его арестовали и расстреляли из-за доноса. После этого его семья попала под наблюдение немецкой полиции безопасности и СД. Осенью 1943 года вместе с другими горожанами её отправили в Германию. Мария Исаевна с детьми оказалась в рабочем лагере в Ахене. Взрослые работали до изнеможения за похлебку и кусок хлеба, а дети старались хоть как-то помочь им. Витя Туров с другими мальчишками ходил на поиски пропитания. В одну из таких вылазок его схватили и избили до полусмерти. После этого у него на всю жизнь остался шрам на лице. В 1945 году лагерь освободили союзники. В ожидании возвращения домой семья Туровых жила в американской зоне оккупации Германии.
Вернувшись в Могилёв, Виктор Туров учился в школе, занимался в драмкружке, выступал на сцене Дворца железнодорожников, читал стихи, исполнял в школьных спектаклях роли героев-романтиков.
В 1955 году поступил на режиссёрский факультет Всесоюзного государственного института кинематографии (мастерская А. П. Довженко и М. Э. Чиаурели), который окончил в 1961 году. Его сокурсниками были Лариса Шепитько, Георгий Шенгелая, Отар Иоселиани, Баадур Цуладзе, Ирина Поволоцкая. В 1962 году снял дипломный короткометражный фильмом «Звезда на пряжке» по одноимённому рассказу Янки Брыля. Однако комиссия выступила против допуска этого фильма к защите, обвинив его в крайней степени пацифизма. Туров защитил диплом после поправок в апреле 1964 года. В 1964 году дебютировал в большом кино фильмом «Через кладбище», снятом на киностудии «Беларусьфильм». 
В 1989—1996 годах вёл режиссёрскую мастерскую в Белорусской академии искусств (профессор).

Могила Турова на Восточном кладбище Минска.

В 1976—1981 годах — 1-й секретарь Союза кинематографистов Белорусской ССР. Академик Всемирной академии славянского искусства.
Член КПСС с 1977 года.
Виктор Туров умер 31 октября 1996 года. Похоронен в Минске на Восточном кладбище.

### Семья
Был трижды женат:
- Первая жена — Лариса Васильевна Архипова (1938—1971), актриса, брак с ней оформлен не был, но сына Туров записал на себя
- Вторая жена — Ольга Георгиевна Лысенко (1941—2025), актриса
- Третья жена — Тамара Петровна Турова (род. 1954)

- Сын — Артём Туров (род. 1984), депутат Государственной Думы РФ, член фракции партии «Единая Россия». Председатель Комиссии Парламентского Собрания Беларуси и России по законодательству и Регламенту.

- Дочь — Оксана Турова, сотрудник аппарата Государственной Думы Федерального Собрания РФ.

- Дочь — Елена Турова (род. 1965), режиссёр анимационного и игрового кино киностудии «Беларусьфильм».

## Звания и награды
- Заслуженный деятель искусств Белорусской ССР (1975)
- Народный артист Белорусской ССР (1979)
- Народный артист СССР (1986)
- Государственная премия Республики Беларусь (1996) — за многолетний вклад в кинематографию (посмертно)[5]
- Медаль Франциска Скорины (1996)
- Кинофестиваль республик Прибалтики, Беларуси и Молдовы (Диплом II степени и Приз за лучший режиссёрский дебют, фильм «Через кладбище») (1965)
- Кинофестиваль республик Прибалтики, Беларуси и Молдовы (Премия за лучшую режиссёрскую работу, фильм «Я родом из детства») (1967)
- V Всесоюзный фестиваль телефильмов в Ташкенте (Приз газеты «Совет Узбекистони» за лучшую режиссёрскую работу, фильм «Жизнь и смерть дворянина Чертопханова») (1972)
- Всесоюзный кинофестиваль (Специальный диплом за режиссуру, фильм «Воскресная ночь») (Рига, 1977)
- Всесоюзный кинофестиваль (Приз за лучший военно-патриотический фильм, фильм «Точка отсчета») (Душанбе, 1980)
- Государственная премия СССР — за фильм «Люди на болоте» (1984)
- Премия Министерства культуры Белоруссии имени Ю. В. Тарича (1985)
- Премия Министерства обороны Польши — за фильм «Переправа» («Красный цвет папоротника») (1989)
- Премия Белорусской православной церкви — за фильм «Высокая кровь» (1989)
- II Международный кинофестиваль славянских и православных народов «Золотой Витязь» — Приз за режиссуру (фильм «Чёрный аист») и Премия «За выдающийся вклад в кинематограф» (1993)
- Включен ЮНЕСКО в число режиссёров, снявших 100 наиболее значимых фильмов мира (фильм «Через кладбище») (в связи со 100-летием кинематографии) (1994)
- Включён ЮНЕСКО в число 50-и кинематографистов мира, из которых состоял Почётный комитет по празднованию 100-летия кинематографии (1995)[6]

## Фильмография

### Режиссёрские работы
- 1959 — Гомельские танцоры (документальный)
- 1959 — Наш Солигорск (документальный)
- 1961 — Комстрой (новелла) (киноальманах «Рассказы о юности»)
- 1962 — Звезда на пряжке (новелла) (киноальманах «Маленькие мечтатели»)
- 1964 — Через кладбище
- 1966 — Я родом из детства
- 1967 — Война под крышами
- 1969 — Сыновья уходят в бой
- 1971 — Жизнь и смерть дворянина Чертопханова
- 1973 — Горя бояться — счастья не видать
- 1974 — Время её сыновей
- 1976 — Воскресная ночь
- 1979 — Точка отсчёта
- 1981 — Люди на болоте
- 1982 — Дыхание грозы
- 1984 — Меньший среди братьев
- 1984 — Близкое и далёкое (8-серийная телеверсия фильмов «Люди на болоте» и «Дыхание грозы» с дополнительно отснятыми сценами)[7]
- 1988 — Красный цвет папоротника («Переправа»)
- 1989 — Высокая кровь (совместно с Зигмунтом Маляновичем)
- 1993 — Чёрный аист
- 1994 — Шляхтич Завальня, или Беларусь в фантастических рассказах

### Сценарии
- 1973 — Горя бояться — счастья не видать
- 1974 — Время её сыновей (совм. с А. Каштановым и А. Тулушевым)
- 1981 — Люди на болоте
- 1982 — Дыхание грозы
- 1988 — Красный цвет папоротника (совм. с Е. Гжимковским)
- 1989 — Высокая кровь (совм. с И. Кашафутдиновым при участии З. Маляновича)
- 1994 — Шляхтич Завальня, или Беларусь в фантастических рассказах (совм. с Ф. Коневым)

## Память
- Именем В. Турова названы улицы в Минске и Могилеве.
- В Могилеве на фасаде здания кинотеатра «Родина» открыта памятная доска кинорежиссёра.
- Мемориальная доска в честь В. Турова установлена в Минске на доме № 145 на проспекте Независимости, где режиссёр прожил 21 год[8].
- Ежегодно в конце осени «Могилевоблкиновидеопрокат» и Могилевское областное отделение Союза кинематографистов Республики Беларусь проводят «Туровскую осень» — цикл мероприятий, посвященных кинорежиссёру.
- В Беларуси учреждены творческие награды имени В. Турова — на Международном кинофестивале «Лістапад» вручается приз «За лучший фильм конкурса молодого кино» имени народного артиста СССР В. Т. Турова, на Республиканском фестивале белорусских фильмов, который традиционно проходит в Бресте один раз в два года, — приз имени Виктора Турова за лучший дебют в кинорежиссуре[9].